# الأرض (فلم 2007)
الأرض فيلم وثائقي بريطاني صدر سنة 2007 من تأليف وإخراج ألستار فوذارغورل، ومن إنتاج وحدة البي بي سي للطبيعة التاريخية. تم عرض الفيلم في قاعات السينما العالمية سنة 2007، وفي الولايات المتحدة الأمريكية في 22 أبريل 2009 والذي يوافق يوم الأرض.

## ملخص الفيلم
يعرض الفيلم الوثائقي العديد من المناظر الطبيعية من المحيطات، حيث تم استعمال أحدث التقنيات العلمية في التقاط الصور.

## وصلات خارجية
- مقالات تستعمل روابط فنية بلا صلة مع ويكي بيانات

1. ↑  "معلومات عن الأرض (فيلم 2007) على موقع dfi.dk". dfi.dk. مؤرشف من الأصل في 2021-05-11.
2. ↑  "معلومات عن الأرض (فيلم 2007) على موقع omdb.org". omdb.org. مؤرشف من الأصل في 2008-12-03.
3. ↑  "معلومات عن الأرض (فيلم 2007) على موقع movie.walkerplus.com". movie.walkerplus.com. مؤرشف من الأصل في 2015-04-27.